# Wacław Piekarski
Wacław Piekarski, poljski general, * 1893, † 1979.